# Arbrå Elektriska Kvarn

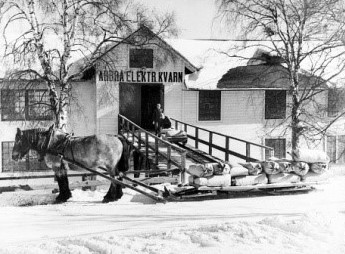
Arbrå Elektriska Kvar, Exteriörbild 1945

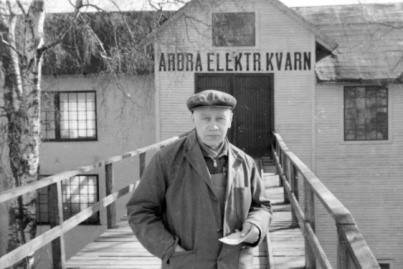
Arbrå Elektriska Kvarn, Mjölnaren August Haglund, 1945

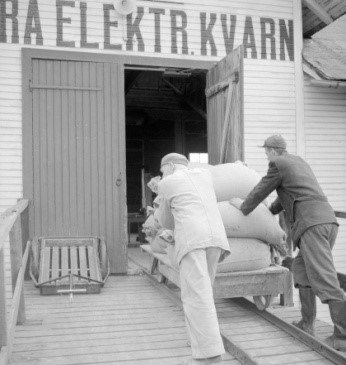
Arbrå Elektriska Kvarn, Transport av spannmålssäckar på rälsgående vagn 1945

Arbrå Elektriska Kvarn var ett företag i Arbrå.
Arbrå Kraftverk iordningställde i en del av dåvarande Arbrå Kakelfabriks lokaler en kvarn omkring år 1914. Mjölnaren Johan Haglund, som under några år drivit kvarnen i Simeå, arrenderade kvarnen i Arbrå år 1916–1920 för att 1922 köpa fastigheten och driva kvarnverksamhet. Första världskriget hade då pågått i två år och det började bli brist på livsmedel.

## Krisförordningen 1917
I januari 1917 lade staten beslag på all brödsäd med åtföljande ransonering samt kort på förmalning. I stället för att mjölnaren tidigare försökt få kunden att mala så mycket som möjligt, skulle han nu kontrollera att kunden inte malde mera än sin ranson för självhushållet. Krisförordningen förorsakade stora hinder och besvärligheter för både kund och mjölnare. Följden blev en katastrofal nedgång i mäld, ty staten beslagtog största delen av mälden och den skulle omald sändas bort från orten. Det blev många och länga förhandlingar med kristidsmyndigheterna innan kvarnen fick tillstånd att förmala det beslagtagna partiet eller i varje fall motsvarande mängd. 

## 1940–1975
Under andra världskriget blev det för kvarnen den skillnaden att staten nu ej var den direkta och enda köparen av all spannmål. De fick nu bli auktoriserade spannmålshandlare. Efter ett antal år övertog sonen August Haglund tillsammans med systersonen Albin Larsson företaget. Spannmålen fraktades från bygdens bondgårdar med häst och trilla till kvarnen och mjölsäckarna kördes tillbaka på flaket. Spannmålssäckarna togs in till kvarnen på en rälsgående och handdriven vagn. Mjölsäckarna kom tillbaka på samma vagn efter malningen. Verksamheten pågick till 1970-talet och vid en brand den 20 februari 2000 i Forsbro Yllefabriks lokaler spreds elden till den närliggande kvarnbyggnaden och hela fastigheten brann ner.